# LYRM4
LYRM4 (англ. LYR motif containing 4) – білок, який кодується однойменним геном, розташованим у людей на 6-й хромосомі. Довжина поліпептидного ланцюга білка становить 91 амінокислот, а молекулярна маса — 10 758.
| 10         |  | 20         |  | 30         |  | 40         |  | 50         |
| ---------- |  | ---------- |  | ---------- |  | ---------- |  | ---------- |
| MAASSRAQVL |  | SLYRAMLRES |  | KRFSAYNYRT |  | YAVRRIRDAF |  | RENKNVKDPV |
| EIQTLVNKAK |  | RDLGVIRRQV |  | HIGQLYSTDK |  | LIIENRDMPR |  | T          |

A: Аланін

D: Аспарагінова кислота

E: Глутамінова кислота

F: Фенілаланін

G: Гліцин

H: Гістидин

I: Ізолейцин

K: Лізин

L: Лейцин

M: Метіонін

N: Аспарагін

P: Пролін

Q: Глутамін

R: Аргінін

S: Серин

T: Треонін

V: Валін

Локалізований у ядрі, мітохондрії.